# Дані Ольмо
Даніель «Дані» Ольмо Карвахаль (ісп. Daniel "Dani" Olmo Carvajal; нар. 7 травня 1998, Тарраса) — іспанський футболіст, атакувальний півзахисник футбольного клубу «Барселона» та збірної Іспанії.

## Клубна кар'єра
Народився 7 травня 1998 року в місті Тарраса. Вихованець юнацьких команд каталонських футбольних клубів «Еспаньйол» і «Барселона». 2014 року юний іспанець неочікувано перебрався до Хорватії, в академію загребського «Динамо».
У дорослому футболі дебютував 2015 року, почавши залучатися одночасно до основної і другої команд «Динамо» (Загреб). Стабільним гравцем основного складу головної команди клубу став у сезоні 2017/18.
25 січня 2020 року уклав чотирирічний контракт з німецьким «РБ Лейпциг». 13 серпня того ж року став автором першого голу у чвертьфінальній грі Ліги чемпіонів, який допоміг німецькій команді з рахунком 2:1 здолати мадридський «Атлетіко» і вперше у своїй історії вийти до півфіналу найпрестижнішого футбольного турніру Європи.

## Виступи за збірні
2014 року дебютував у складі юнацької збірної Іспанії, взяв участь у 14 іграх на юнацькому рівні, відзначившись 2 забитими голами.
Протягом 2018—2019 років залучався до складу молодіжної збірної Іспанії, за яку провів 14 матчів і забив 6 голів. Зокрема відзначився трьома голами в іграх молодіжного Євро-2019, в тому числі і у фіналі турніру, чим допоміг іспанцям стати його переможцями.
15 листопада 2019 року вийшов на заміну у складі національної збірної Іспанії у другій половині гри відбору на Євро-2020 проти збірної Мальти. Відзначив свій дебют у формі основної збірної забитим голом.
У 2021 році Ольмо став півфіналістом чемпіонату Європи 2020. На турнірі він був основним гравцем і зіграв у 5 іграх. У матчі півфіналу проти Італії він не реалізував свій післяматчевий пенальті і іспанці вилетіли з турніру. Наступного місяця у складі Олімпійської збірної Дані поїхав на футбольний турнір Олімпійських ігор-2020 у Токіо, де іспанці здобули срібні нагороди, а сам Ольмо зіграв на турнірі у всіх 6 іграх, в тому числі і у фіналі проти Бразилії (1:2), а в матчі чвертьфіналу проти Кот-д'Івуару (5:2) відзначився голом.

## Статистика виступів

### Статистика клубних виступів
Станом на 12 листопада 2022 року
| Сезон                         | Команда                       | Чемпіонат                     | Чемпіонат | Чемпіонат | Національний кубок | Національний кубок | Національний кубок | Континентальні кубки | Континентальні кубки | Континентальні кубки | Інші змагання | Інші змагання | Інші змагання | Усього | Усього |
| Сезон                         | Команда                       | Ліга                          | Ігор      | Голів     | Ліга               | Ігор               | Голів              | Ліга                 | Ігор                 | Голів                | Ліга          | Ігор          | Голів         | Ігор   | Голів  |
| ----------------------------- | ----------------------------- | ----------------------------- | --------- | --------- | ------------------ | ------------------ | ------------------ | -------------------- | -------------------- | -------------------- | ------------- | ------------- | ------------- | ------ | ------ |
| 2014–15                       | «Динамо-2» (Загреб)           | 3 ХФЛ                         | 9         | 3         | -                  | -                  | -                  | -                    | -                    | -                    | -             | -             | -             | 9      | 3      |
| 2015–16                       | «Динамо-2» (Загреб)           | 2 ХФЛ                         | 15        | 1         | -                  | -                  | -                  | -                    | -                    | -                    | -             | -             | -             | 15     | 1      |
| 2016–17                       | «Динамо-2» (Загреб)           | 2 ХФЛ                         | 10        | 2         | -                  | -                  | -                  | -                    | -                    | -                    | -             | -             | -             | 10     | 2      |
| Усього за «Динамо-2» (Загреб) | Усього за «Динамо-2» (Загреб) | Усього за «Динамо-2» (Загреб) | 34        | 7         |                    | -                  | -                  |                      | -                    | -                    |               | -             | -             | 34     | 7      |
| 2014–15                       | «Динамо» (Загреб)             | 1 ХФЛ                         | 5         | 0         | КХ                 | 0                  | 0                  | -                    | -                    | -                    | СКХ           | 0             | 0             | 5      | 0      |
| 2015–16                       | «Динамо» (Загреб)             | 1 ХФЛ                         | 1         | 0         | КХ                 | 1                  | 1                  | ЛЧ                   | 0                    | 0                    | -             | -             | -             | 2      | 1      |
| 2016–17                       | «Динамо» (Загреб)             | 1 ХФЛ                         | 14        | 1         | КХ                 | 4                  | 3                  | ЛЧ                   | 0                    | 0                    | -             | -             | -             | 18     | 4      |
| 2017–18                       | «Динамо» (Загреб)             | 1.ХФЛ                         | 26        | 8         | КХ                 | 5                  | 1                  | ЛЄ                   | 2                    | 0                    | -             | -             | -             | 33     | 9      |
| 2018–19                       | «Динамо» (Загреб)             | 1.ХФЛ                         | 25        | 8         | КХ                 | 3                  | 1                  | ЛЧ+ЛЄ                | 6+10                 | 1+2                  | -             | -             | -             | 44     | 12     |
| 2019-січ. 2020                | «Динамо» (Загреб)             | 1.ХФЛ                         | 9         | 3         | КХ                 | 2                  | 0                  | ЛЧ                   | 11                   | 5                    | -             | -             | -             | 22     | 8      |
| Усього за «Динамо» (Загреб)   | Усього за «Динамо» (Загреб)   | Усього за «Динамо» (Загреб)   | 80        | 20        |                    | 15                 | 6                  |                      | 29                   | 8                    |               | 0             | 0             | 124    | 34     |
| січ.-черв. 2020               | «РБ Лейпциг»                  | БЛ                            | 12        | 3         | КН                 | 1                  | 1                  | ЛЧ                   | 2                    | 1                    | -             | -             | -             | 15     | 5      |
| 2020–21                       | «РБ Лейпциг»                  | БЛ                            | 32        | 5         | КН                 | 6                  | 1                  | ЛЧ                   | 8                    | 1                    | -             | -             | -             | 46     | 7      |
| 2021–22                       | «РБ Лейпциг»                  | БЛ                            | 19        | 3         | КН                 | 4                  | 1                  | ЛЧ+ЛЄ                | 2+6                  | 0                    | -             | -             | -             | 31     | 4      |
| 2022–23                       | «РБ Лейпциг»                  | БЛ                            | 10        | 1         | КН                 | 1                  | 1                  | ЛЧ                   | 2                    | 0                    | СН            | 1             | 1             | 14     | 3      |
| Усього за «РБ Лейпциг»        | Усього за «РБ Лейпциг»        | Усього за «РБ Лейпциг»        | 73        | 12        |                    | 12                 | 4                  |                      | 20                   | 2                    |               | 1             | 1             | 106    | 19     |
| Усього за кар'єру             | Усього за кар'єру             | Усього за кар'єру             | 187       | 39        |                    | 27                 | 10                 |                      | 49                   | 10                   |               | 1             | 1             | 264    | 60     |